# Sahlgrenska huset
Sahlgrenska huset eller Sparreska huset, även Billqvistska huset under andra halvan av 1800-talet, är en friliggande byggnad på Norra Hamngatan 14, tomten 1 i kvarteret 11 Rådhuset, i stadsdelen Nordstaden i Göteborg. Fastigheten har även gatuadresserna Köpmansgatan 3 och Tyggårdsgatan 6. 
Byggnaden är uppförd i tre våningar med inredd vind, hög källare och fasad i gult flensburgertegel, som ansluter arkitektoniskt till grannhuset, det Ostindiska kompaniets hus, som vid samma tid uppfördes efter Carlbergs ritningar. Detta är ett av få bevarade 1700-talshus i Göteborg och ingår i ”Göteborgs stads Bevaringsprogram 1975”, ”Bevaringsprogram 1987” och ”Program för Värdefulla miljöer 1985”. Sedan 24 oktober 1968 är huset Byggnadsminne.
Ursprunglig fastighetsbeteckning är Tomten 5 i Roten Nr 60, och Sjätte roten Nr 18. Det Sahlgrenska huset ägs och förvaltas av det kommunala fastighetsbolaget Higab.
Huset uppfördes 1753, som handels- och bostadshus för Brigitta Sahlgren, troligen efter ritningar av stadsingenjören och arkitekten Bengt Wilhelm Carlberg. Äldre murdelar från en tidigare byggnad ingår troligen i den nuvarande grunden.
Ingmar Hasselgren menar i sin doktorsavhandling från 1974, att om man jämför Sahlgrenska huset med andra förnäma privathus i Göteborg, så skiljer sig det Sahlgrenska från dessa genom sin storlek och sitt eleganta, franskpåverkade formspråk. Då staten hade dåligt med pengar, förföll landshövdingeresidenset på Södra Hamngatan. Därför valde Gustav III vid sitt besök i staden 1773, att istället övernatta i det mer bekväma Sahlgrenska huset.
Huset hade 1899 ett taxeringsvärde av 320 000 kronor,, som hade ökat till 707 000 kronor år 1925. 
Tomten anges till en yta av 1 385 kvadratmeter.
Första gången, som det dracks punsch i Sverige, var i det Sahlgrenska huset år 1733. Detta sedan Ostindiska kompaniets skepp Friedericus Rex Sueciae fört hem arrak från de ostindiska länderna. Sedan 2007 finns ”Göteborgs vinkällare” i husets källare åt Norra Hamngatan.
På plan 1 i huset finns Business Region Göteborg, och på bottenvåningen Västra Götalandsregionen med Regionens hus och Regionutveckling.

## Byggnadsminne

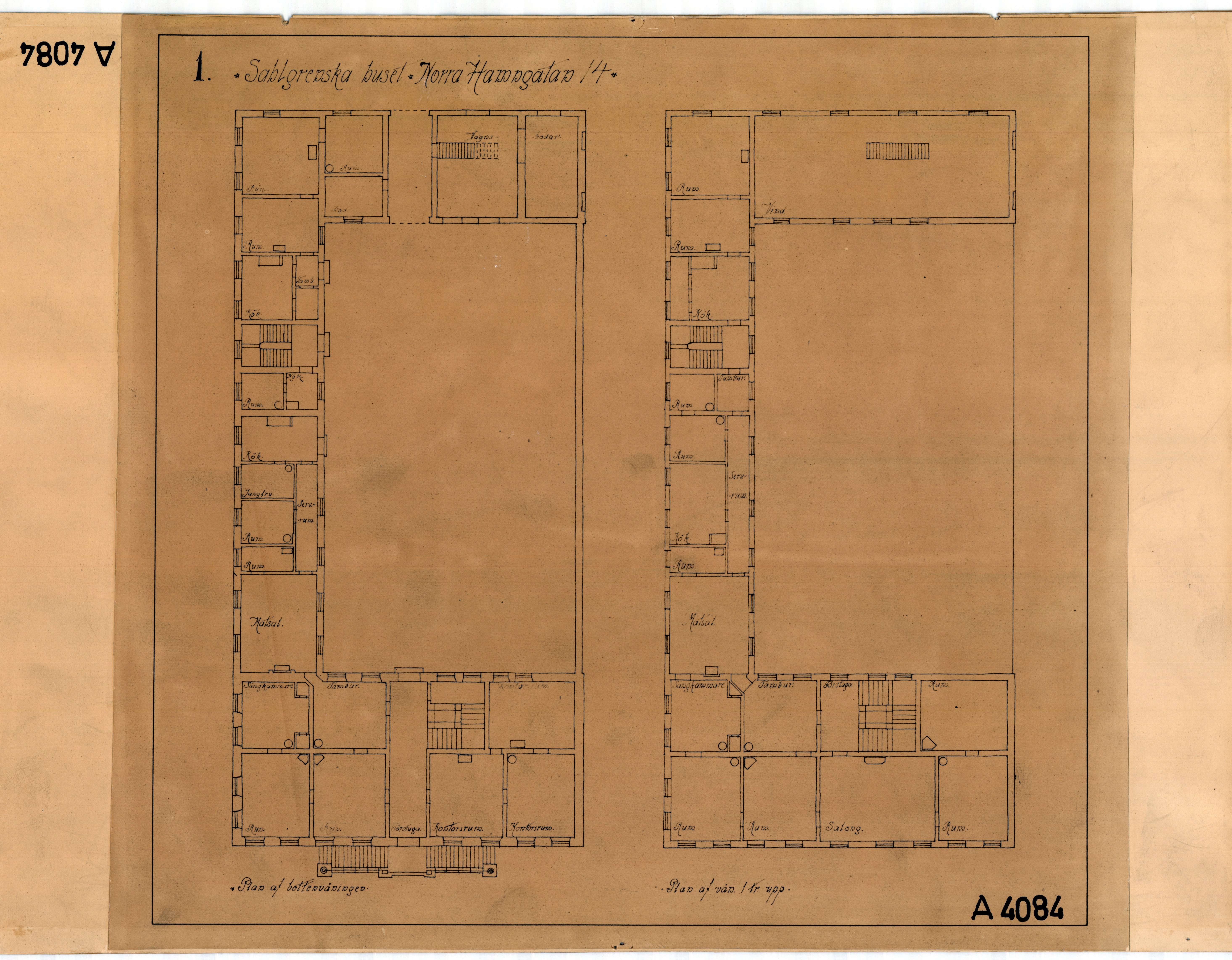
Sahlgrenska huset - Plan av bottenvåningen och första våningen.

Sahlgrenska huset byggnadsminnesförklarades den 24 oktober 1968. Dessutom är det skyddat enligt: Naturresurslagens 2:a kapitel Riksintresse och skyddat enligt Kulturmiljölagens 2:a kapitel Fornminnen.
Skyddsföreskrifterna omfattar husets exteriör och delar av dess interiör. I en kulturvärdering, som Göteborgs historiska museum gjorde 1987, bedömdes fritrappan vid entrén vara av speciellt intresse. Fastighetskontorets bedömning samma år var: "Ovärderlig kulturbyggnad" och "de äldsta delarna bör invändigt återställas varsamt till ursprungligt skick."
Speciellt skyddade delar är:
- "Den del av byggnaden som på den till dessa föreskrifter hörande kartan markerats med snedstreckning må ej utan riksantikvariens samtycke rivas eller till sitt yttre ombyggas eller förändras."

- "I byggnadens inre må ej utan riksantikvariens samtycke vestibulen, trapphuset, de rum i paradvåningen en trappa upp i vilka fast inredning från 1700-talet bevarats liksom övriga rum med äldre fast inredning inom den del av byggnaden som på den till dessa föreskrifter hörande kartan markerats med snedstreckning, ombyggas eller bli föremål för mera genomgripande reparationer."[25]

## Minnestavla

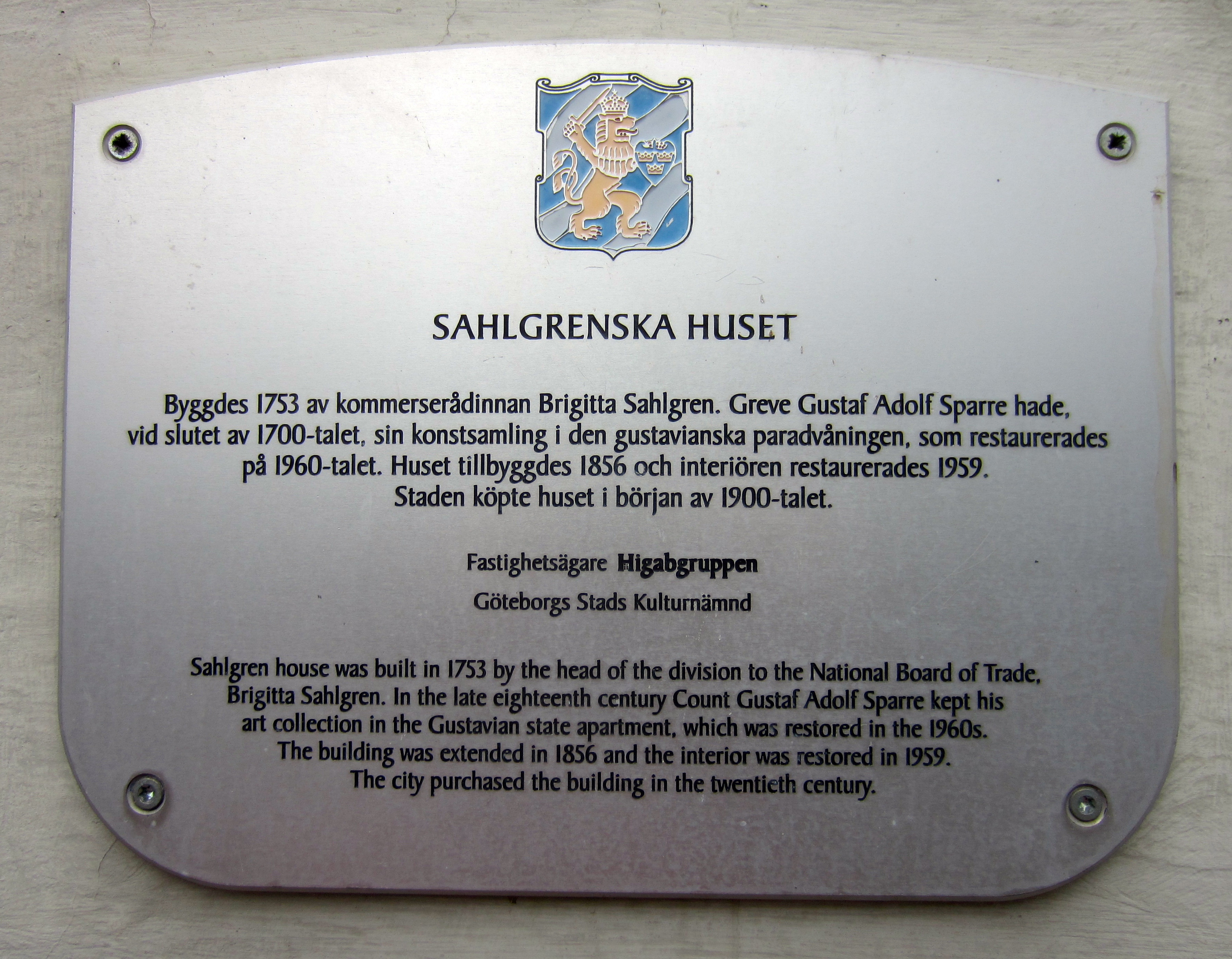
Sahlgrenska huset - plakett.

I februari år 2000 fick det Sahlgrenska huset, tillsammans med 99 andra byggnader i Göteborg, en minnestavla uppsatt. 
Den skulle bland annat berätta om vem som ritade huset, när det byggdes, vilka bodde där med mera. Det var Kultur Göteborg, Göteborgs stads kulturförvaltning i samarbete med bland andra Göteborg & Co som stod för projektet. Beslutet fattades efter en motion av kommunpolitikern Arne Pineus, (FP).
Tavlan säger:
Sahlgrenska huset
Byggdes 1753 av kommerserådinnan Brigitta Sahlgren, Greve Gustaf Adolf Sparre hade,
vid slutet av 1700-talet, sin konstsamling i den gustavianska paradvåningen, som restaurerades
på 1960-talet. Huset tillbyggdes 1856 och interiören restaurerades 1959.
Staden köpte huset i början av 1900-talet.

## Husets historia

### Äldre historia
Före 1669 fanns troligen ett stenhus på nuvarande tomten Norra Hamngatan 14, då en större byggnad i barockstil med höga trappgavlar, hittas i en pennteckning från omkring 1650, "Gothenburg in Schweden." Omkring 1674 lät rådman Heinrich Eilking den yngre (död 1702) uppföra ett stenhus på tomten, som var avbränd sedan 1669. Han hade samma år fått 900 daler i statsbidrag för byggnationen. Eilking ägde vid tidpunkten ett flertal tomter i staden, bland annat för att komma i åtnjutande av statsbidragen. Landshövdingen, som då var stationerad på Bohus, hyrde in sig i huset som bostad på 1690-talet, då han besökte staden. Här låg de bästa tomterna i staden, visserligen smala, men de gick ända upp till Köpmansgatan och var bebyggda med tätt liggande hus. Trädgårdar, stall och vagnbodar låg på baksidorna. Tyggårdsgatan kom till först efter branden i maj 1669.

### Sahlgren och Sparre
Efter Eilkings död 1702, behöll arvingarna huset under några år. Men 21 juni 1716 lät kaparkaptenen Lars Gathenhielm "upbiuda" (uppbud = offentliggörande av önskan att sälja fastighet, vilket skulle ske tre måndagar med fyra veckors mellanrum för att släktingar skulle kunna utöva sin bördsrätt) huset en första gång för sin son Anders Gathenhielms räkning och snart därpå ytterligare en gång. Han förekoms dock av Jacob Sahlgren som trädde emellan och hävdade sitt företräde genom bördsrätt, alltså att de spekulanter som var besläktade med säljaren, hade företräde gentemot andra. I uppbudsprotokollet kan man läsa följande om det: "1717 den 16 juli; l:sta resan låter handelsmannen Herr Jacob Sahlgren upbiuda framledne Rådhusmannens Herr Hinrich Elkings Arfwingars huuss och gård, belägen till Stora Hampnegatan åt södre, Tyska Kyrkian i öster, Köpmansgatan i norr, och Nygatan i wästre sidan, hwilken han genom Bördsrätt från Hr. Lars Gathenhielm nadrat hafwer för 700 Dr S:am och 350 Dr discretion." Den besläktade relationen var genom att Jacob Sahlgrens mor Sara Herwegh var systerdotter till Henrik Eilking den äldre och kusin till Eilking den yngre. Han kunde därför 1717 förvärva "hus och gård" på platsen av Eilkings arvingar. Enligt bouppteckningen värderades huset till 10 000 riksdaler; "Huus och Gård wed Tyska Kyrkan på Hamne-Gatan belägen med alt nagelfast till 10.000 dr." Hans änka Brigitta Sahlgren ärvde huset 1736 och året efter omnämns det som ett av de förnämsta i stadens i magistratens registratur. År 1742 bestämde sonen Niclas att hans arv efter fadern skulle förvaltas av modern under hennes levnad.
Eilkings efterlevande kom dock inte överens om affärens fördelning, och efter två år tvingades Jacob Sahlgren instämma "Sahlig Hindrick Elkins arfwingar" inför rätten, så "att han må veta hfad han af köpeskillingen skall till var och en af dem betala." Det hela slutade med att Oluf Pehrssons hustru, Ingeborg Ellking, fick pengarna deponerade hos sig.
Vid branden i januari 1746 förstördes allt, hus och samtliga gårdsbyggnader. "Kommerserådinnan Sahlgrens avbrända gård och ödetomt," anges tomten från 1746 till 1752 i 5 roten nr 60 och 6 roten nr 18. Bengt Wilhelm Carlberg gör på begäran av fru Sahlgren en värdering av skadorna på byggnaderna, den 28 juni 1749: "den skada som åbyggnaden på tomten, så av sten- och trähus, gamla och nya tagit, kan estimeras till fjortontusen daler Smt." Brigitta Sahlgren bodde under tiden efter branden hos sonen Niclas, vid nuvarande Kyrkogatan 25 i 3 roten nr 25, som denne ägde genom sin giftermål med Elisabeth Nissen. Ännu i oktober 1749 var det "Sahlgrenska huset" inte påbörjat. År 1753 var det däremot klart, vilket redovisas i tomtöreslängden som "kommerserådinnan Sahlgrens nya hus." Det hade två hela våningar, en mezzaninvåning samt ett brant brutet tak. Huset är markerat som ett stenhus på en karta ("Karta över Göteborg inom fästningen 1753") av Bengt Wilhelm Carlberg från 1753, dock utan flyglar mot Tyggårdsgatan (då Nygatan) och Köpmansgatan. Vid denna tidpunkt var det alltså bara en rektangulär huskropp som låg längs med Norra Hamngatan, hörnet nuvarande Tyggårdsgatan, men som upptog hela tomtutrymmet 5 roten nr 60 mot Tyska kyrkan. På en karta från 1769 av fortifikationskapten Henric Liedin, finns de båda flyglarna med. Dessa uppfördes troligen av Olof Sahlgren, efter att denne kommit hem från utlandsstudier.
Byggnadens mått var 26x13 meter. Källarvalven blev till magasin och handelsrörelsen disponerade första våningen. I fil mot gatan fanns på andra våningen, låg tre paradrum. Flygelbyggnaderna innehöll kök och bostäder för de anställda samt ett stall. Till första våningen leder en fristående trappa.

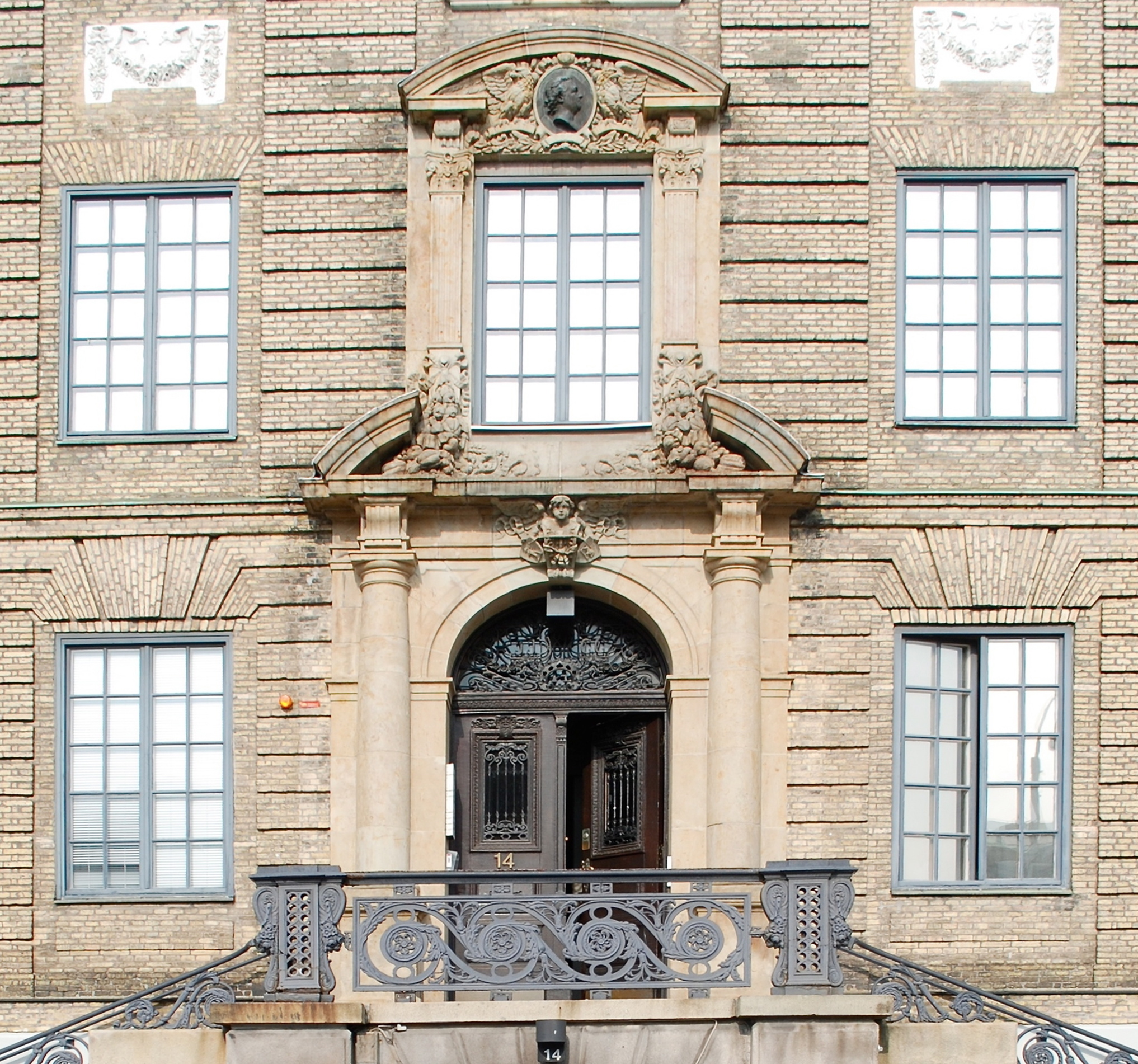
Entrén på första våningen med en fristående trappa. Foto från september 2010.

Brigitta Sahlgren flyttade inte omedelbart in i sitt hus, utan bodde tills vidare kvar hos sonen Niclas på Kyrkogatan. Troligen var det istället dottern, änkegrevinnan Sara Christina Sparre och hennes söner som tog huset i besittning. Detta styrks av ett brev från Daniel Zachariasson Hallman, som tillsammans med sina elever, kammarherre Henrik Jacob Hildebrands söner, besökte Göteborg 1753 och då gästat "Änke Grefwinnan och Hofmarskalkinnan Sparre, hos hwilken senare Wij woro alla dagar, ther mine herrar hade ganska godt Sällskap af sina Cousiner the unga Grefwarna Sparre, hwilka äro ynglingar af otroligt wett och Qwickhet efter theres år." Då Olof Sahlgren återvände till Sverige, uppges han 1755 bo i huset. Efter dennes död 1758 valde Brigitta Sahlgren att flytta in i huset.
Dottersonen Gustav Sparre ärvde huset efter Brigitta Sahlgrens död 1771. Sparre vistades dock mest på Kulla Gunnarstorp i Skåne, dit även hans berömda tavelgalleri överflyttades efter hans död 1794. Efter Tessin hade greve Sparre Sveriges näst förnämsta privata konstsamling, med målningar av Rafael, Rubens, Correggio, Rembrandt med flera. År 1969 återställdes och renoverades "Den Sparreska paradvåningen" till ursprungligt skick. De tre salongerna, kallade röda, blåa och gula förmaken, är i rokoko- och gustaviansk stil. Fram till 1846 ägdes huset av familjen Sparre och till dess utfördes endast smärre förändringar. Ett ensamt verk av ett ursprungligt hundratal ur den Sparreska samlingen, hänger kvar i det blå förmaket: Vingårdsarbetaren av den holländske 1600-talsmålaren Bernhard Weil, som skänktes av greveparet Wachtmeister på Vanås slott år 1981.

### Tiden efter 1846
Olika grosshandlare var därefter ägare - först av dessa var Fredrik Hammarén (1846) och därefter vinhandlaren Carl Emil Billquist (1817-1895) som tillträdde 1856 och omgående lät bygga ut- och om huset efter ritningar av Adolf Edelsvärd. Författarinnan Octavia Carlén skriver sin bok "Götheborg och dess omgifningar" från 1869, att "Det inre är orneradt i sjuttonhundratalets stil, med inboiserade speglar upphöjda ornamenter m. fl. prydnader. -- Nuvarande ägaren, grosshandlaren Billqvist, har, med vördnad för det gamla, i det fordna skicket återställt flera af rummen, hvijka af någon förutvarande ägare blifvit moderniserade."
Under tidsperioden 1873-1905 stod handelsbolaget Johansson & Carlander - kompanjonerna Johannes Johansson och Johan Christopher Carlander - som ägare. De inrättade kontor och bostäder i huset, som inreddes med bland annat rik stuckdekor och målningar av Reinhold Callmander. Initialerna C C och J J infogades ovanför ytterdörren, och entréportalen fick 1892 en ny utsmyckning, signerad Eugen Thorburn.
C.R.A. Fredberg skriver om huset (1921): "Det är till sitt yttre bevarat, men dess inre är förändrat och gården har förlorat sin ursprungliga karaktär. När man förr kom in på denna, greps man av en egendomlig stämning. Mot de grå tegelmurarnes bakgrund tecknade sig ett par ensliga trädkronors grenverk, och en formskön Venus-Victrix-bild lyste i den dämpade dagern."

### Göteborgs stad blir ägare
Staden köpte huset år 1905 av änkefru Eleonore Johansson och grosshandlare Chr. Carlander för 335 000 kronor. Man beslöt året därpå att bygga om det, vilket blev klart 1909 då drätselkammare och byggnadsnämnd flyttade in. 1915 startade drätselkammarens andra avdelning, dagens Fastighetskontor, sin verksamhet i huset. Fastighetskontoret använde byggnaden fram till 1966.
Ritningarna utfördes av Ivar Tengbom och Ernst Torulf. Bland annat entrén försågs med den nuvarande portomfattningen i barockstil. Flygeln mot norr ersattes vid ombyggnaden med en nybyggnad och mot gården breddades flygeln längs med Tyggårdsgatan, så att en bred korridor kunde rymmas. En del av tvärflygeln och den östra flygeln revs. 1700-talsinredningen återställdes i de tre paradrummen 1969-74. Samtidigt fick andra och tredje våningen mot Norra Hamngatan nya smårutiga fönster i 1700-talsstil. År 1989 restaurerades sandstensportalen.

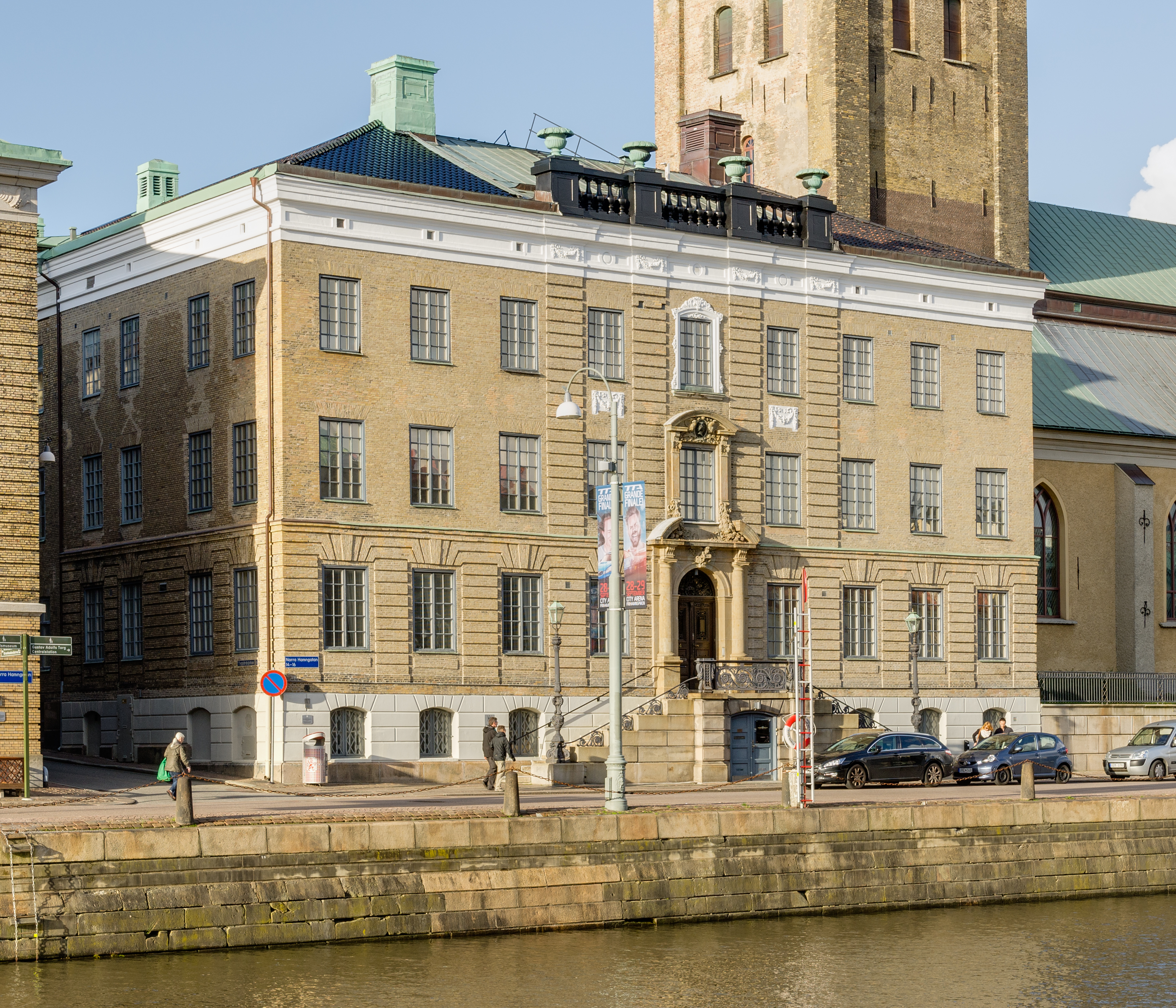
Sahlgrenska huset - byggnaden i bakgrunden är Christinæ kyrka. Foto från september 2012.

## Sammanfattning
Byggnaden rymmer flera kulturhistoriskt värdefulla interiörer. På andra våningen finns en för Göteborg unik gustaviansk inredning, som härstammar från tiden när konstsamlaren Gustav Sparre ägde huset.
Huset innehåller även dekorer från 1800-talet och ett trapphus med ett kryssvalv. En ombyggnad av huset skedde 1856 efter ritningar av Adolf Edelsvärd. Källarvåningen utrustades med nya fönster och dörrar. Dessutom höjdes den översta våningen och mansardtaket ersattes med ett valmat tak med balustrad och urnor. Taket avslutades med en fris, prydd med tavletter och girlander. Den friliggande trappan utrustades med räcke och lyktstolpar för gasljus i gjutjärn. Fasaden fick dekorativa detaljer. Endast muren blev kvar av den gamla flygeln mot Tyska kyrkan. En flygel i tre våningar uppfördes mitt på gården och 1882 fick huvudbyggnadens gårdsfasad en balkong.
Byggnaden är 28 meter hög, cirka 55 meter lång i nord-sydlig riktning, och de båda flyglarna sticker ut cirka 15 meter vardera - i väst-ostlig riktning - från huskroppen. Byggnaden har nio fönsteraxlar mot Norra Hamngatan och fyra mot Tyggårdsgatan. Huvudportalen, med tillhörande fritrappa, framhäver husets mittaxel. Tre ingångar från gatan leder till den slätputsade källarvåningen. Svartglaserat tegel samt svartfärgad plåt täcker mansardtaket. Längst ut på taknocken är de två skorstenarna symmetriskt placerade.